# Маа Джонг
Маа Джонг – на традиционен китайски: 麻將, на опростен китайски: 麻将, на пинин: Májiàng – (също произнасяно като маджонгг, на английски мееджан`, а по системата за транскрипция на китайски имена на български – като мадзян) е игра за четирима играчи, произхождаща от Китай. Практикуването на Маа Джонг изисква умения, стратегии и пресмятания, така както и определена доза късмет. В зависимост от различните варианти на играта, късметът може да не е от съществено значение или да е основният и определящ елемент за успех. В Азия Маа Джонг е практикуван широко като хазартна игра. Целта на играта е да се състави пълен набор от определен брой блокчета, като се започне с 13 или 16 от тях. Първият играч, който достигне тази цел, печели играта.
Наборът от блокчета Маа Джонг може да се използва и за други видове забавления – като подреждане на пасианси или предсказване на бъдещето. За тази игра могат да се използват както блокчета, така и карти.

## История
Значението на двете срички Маа-Джонг е Врабчета или Ято Врабчета. Ето защо играчите на тази игра казват за себе си, че са Пазители на Врабчета. За тази игра на думи спомага и един от елементите на печелившата комбинация, който се нарича Око – едно око винаги наблюдава врабчетата: или за да ги запази, или за да ги нападне и разпръсне.

### Маа Джонг в Китай
Една от легендите – по всяка вероятност апокрифна – за появяването на Маа Джонг казва, че тя е измислена от големия китайски философ Конфуций около 500 пр.н.е. Според нея, появата на играта в различни китайски провинции съвпада с неговата проповедническа обиколка и трите Дракона в нея са в съответствие с трите главни конфуциански добродетели – Червеният Zhōng (中 , кн. ценър), Зеленият Fā (發 , кн. преуспяване, благоденствие) и Белият Bái (白 , кн. бял) представят благосклонността, искреността и синовната привързаност. Всъщност „център“ по скоро е свързано с 中国 (zhōngguó) – китайското име за Китай.
Тази легенда също така твърди, че Конфуций е пътувал – носен от врабчета, откъдето идвало името на играта „Маа Джонг“ – „врабчета“. Няма обаче свидетелства за съществуването ѝ преди периода Тайпе 1850 – 1871 г.
Друга, по-разпространена легенда гласи, че Маа Джонг е била разработена в Китайския императорски дворец като военна стратегическа игра и е била широко използвана през второто хилядолетие за обучение на китайските генерали.
Общоприето е, че играта е възникнала от съществуващи китайски игри с карти и домино около 1850. Много историци приемат, че тя е произлязла през ранната династия Мин от китайските игри с карти Mádiào, произнасяно и като Ma Tiae, (馬吊, кн. конски впряг) или Yèzí (葉子, кн. празни приказки). За тази игра са използвани 40 карти, подобно на играта Ya Pei. Тези 40 карти – номерирани от 1 до 9 и разпределени в четири различни набора, заедно с още 4 цветни карти – са доста подобни до съвременните блокчета за Маа Джонг.
Има много разгорещени дебати за това кой е измислил тази игра. Едни утвърждават, че е измислена от китайските офицери по време на периода Тайпе за убиване на времето. Други поддържат, че е създадена в Шанхайското светско общество между 1870 и 1875. Трети вярват, че е измислена от двама братя в град Níngpō около 1850 въз основа на играта Mádiào.
Независимо от всичко, тази традиционна китайска игра е била забранена в родината си през1949, когато е била създадена Китайската Народна Република. Тогава новото комунистическо правителство е забранило всички видове залагания, които са били смятани за символи на капиталистическата подкупност. По-късно, след китайската културна революция, тя е върната към живот и отново веднага се превръща в любима игра за всички китайци. В Хонконг, Макао и навсякъде по източните морета Маа Джонг винаги е била широко популярна сред китайската диаспора.

### Маа Джонг на Запад
През 1895 г. американският антрополог Стюарт Кълин описва играта. Това е първото известно писмено свидетелство извън Китай. През 1910 г. се появяват ръководства на много езици, включително на френски и японски. Много важна книга е книгата на Джозеф Парк Бабкок „Правилата на Маа Джонг“, която вече около 1920 г. е била позната просто като „червената книга“. Въпреки че това е била най-ранната версия на играта, разпространена и в Америка, Бабкоковите правила са били забравени след края на 1920-те.
Играта става сензация в Америка при навлизането си в Америка през 20-те години на 20 век. Тя придобива различни запазени търговски имена, като Pung Chow или Игра на многото умения. По време на Маа-Джонговите нощни събирания, стаите са били украсявани в китайски стил и участниците са се обличали в такива дрехи. В периода на масовото увлечение по Маа Джонг са написани и няколко популярни песни, най-известната от които е „Когато Ма играе Маа Джонг“ от
Еди Кантор.
Американският Маа Джонг, игран най-вече от жени във времето им за отмора, произлиза от онези години. През 1930-те години са възникнали много варианти на правилата, които са били съществено различни от Бабкоковите класически правила, дори отмяната на правилото за обявяване на „чакаща ръка“. При създаването на Националната лига по Маа Джонг (NMJL) през 1937 г. започва урегулирането на правилата с издаването на първото американско ръководство: Maajh: The American Version of the Ancient Chinese Game.
Докато Бабкоковата версия на играта навремето си е била приета от всички етноси в Америка, то за съвременната американска версия се смята, че е еврейска игра, доколкото мнозинството от американските играчи са от еврейски произход, а NMJL е създадена от евреи и се смята за еврейска организация. Освен това тази игра там се практикува повече като съвместно семейно забавление, отколкото за залагане.
Британският автор Алан Д. Милингтън ревизира класическата китайска игра в своята книга The Complete Book of Mah-jongg (1977). Този наръчник включва основните правила на играта. Много западни играчи смятат работата на Милингтън за меродавна.

## Съвременно състояние
Днес популярността на Маа Джонг е различна в различните страни. Основани са много организации и сдружения, които провеждатразлични турнири и представяния. Въпреки всичко тя остава много по-популярна в Азия, отколкото на Запад.
В Япония съществува класическа представа за играта и типичният играч там е мъж. Много японски любители смятат, че играта губи популярност и полагат усилия за разпространението ѝ. В игралните зали там се предлагат
електронни варианти или тези за онлайн залагания по интернет, дори съчетаването ѝ със забавления за възрастни.
Маа Джонг културата все още е дълбоко присъща на китайското общество: музикантът Сам Хуи пише кантопоп песни с теми от тази игра. Хонконгските филми често включват сцени с нея. Отново и отново се снимат филми за залагания на тази игра и те са се превърнали в субкултура.
Съвременните изследвания на лекарите в Хонконг показват, че играта може да предизвика епилепсия.

## Разновидности
Има най-различни разновидности на Маа Джонг. На много места играчите си знаят една от разновидностите – и дори не подозират за съществуването на други или ги смятат за погрешни. Много от днешните разновидности се различават по начина на точкуване.
Неизменно в играта е, че по ред всеки играч взима едно блокче и изхвърля едно блокче. Играчите са подредени по своите ветрове. Всичко останало – като се започне от сядането около масата и се стигне до правилата за провеждане на играта и пресмятането на точките – подлежи на видоизменения в много варианти.

## Международни турнири
Вижте също Маа Джонг турнири
След легализирането на Маа Джонг в Китай през 1998 г., Китайската държавна комисия по спорта публикува нов набор от правила, известни като „Китайски официални правила“ или „Правила за международни турнири“. Принципите на новия, „здравословен“ (по официалната китайска терминология) Маа Джонг са: без залагания – без алкохол – без цигари. При международни състезания играчите често са групирани в отбори за подчертаване на спортния му характер.
С тези вече стандартни правила и техните развития от следващи поколения се организират много регионални, международни и световни турнири и шампионати. След 2002 година тяхната мрежа се разширява извънредно много. Обичайна практика е да се дават програмите на тези шампионати, като се отбелязват правилата, по които се провеждат.

## Принадлежности
Вижте също Маа Джонг блокчета
Маа Джонг може да се играе с комплект от Маа Джонг блокчета или с колода Mhing от карти (първоначално наричани в Америка kards). Те са удобни при пътуване, защото заемат по-малко място и са по-леки.
Комплектите за Маа Джонг също така могат да включват и пръчици (кокалени), които – подобно на чиповете – се използват за отбелязване на точките. Може да има показатели за вятъра на играта и на играчите. Някои комплекти включват и държатели за блокчетата на отделните играчи, въпреки че дизайнът и изработката на блокчетата са такива, че те стоят прави сами по себе си.
Компютърните варианти на Маа Джонг предлагат игра или срещу компютър, или срещу реални противници по Интернет.
Наборите за Маа Джонг варират според мястото. Минималният набор е от 136 блокчета; най-често се играе със 144 блокчета; в Сингапур и Америка например могат да се използват и повече. Блокчетата са разпределени в няколко категории: младши, средни, старши и висши. Към висшите спадат и специалните блокчета за цветя и други. Английските понятия за категориите са по-различни: младшите, средните и старшите общо се наричат „suits“, а висшите са разделени на „honor“ и „flowers“. Според символите на блокчетата е удобно младшият набор да се нарича „бамбукови пръчки“, средният – „точки“ или „кръгове“, а старшият „числа“.

### Младши, средни и старши
Тези блокчета различават помежду си по сила, а наборите от тях – по чест. Тук ще бъдат представени в посока на нарастване на честта.

#### Бамбукови пръчки
На всяко от тези блокчета са изобразени няколко бамбукови пръчки, представляващи цифрите от 1 до 9. На първото блокче – най-първото измежду всичките повече от 100 блокчета – вместо 1 пръчка (символ на наказание) е изобразена птица, кацнала на бамбуково клонче. За някои това е бамбуков паун или пуяк – символ на личното превъзнасяне, а за други е врабче – едно от врабчетата, участващи в тази игра.

#### Точки
На всяко блокче има изобразени от 1 до 9 точки или кръгове. Всеки кръг може да представлява и медна (銅, tóng) монета с квадратна дупка по средата.

#### Числа
На блокчетата са изписани цифрите от 1 до 9 и с червен йероглиф 10`000 (萬, wàn), който означава и „щастие“.

### Висши
Към висшите блокчета спадат Ветровете, Драконите и специалните блокчета, ако те се използват в конкретния вариант. Висшите блокчета се подреждат помежду си само по чест, но не и по сила. Няма поредност на ветровете и драконите при образуването на печеливша комбинация.

#### Ветрове
Източен (東, dōng), Южен (南, nán), Западен (西, xī) и Северен (北, běi). Необходимо е да се обърне внимание на реда на ветровете. Той е много важен при провеждане на играта, както и за разбиране на нейната философия.

#### Дракони
Червен (огнен), Бял (златно-шарен) и Зелен (нефритов). Понятието дракони е предложено от Джозеф Парк Бабкок. Според някои те са свързани със степените, получавани при Императорските изпити в Китай. Червеният символ („中“榜, zhōngbǎng) означава най-висока оценка и готовност за висша имперска служба; белият символ (白版，"bái bǎn", кн., „бяло блокче“ или „крепост“) означава, че човекът не е корумпиран и могат да му се възлагат отговорни длъжности от междинно ниво (управител на крепост); зеленият символ („發“財, fācái, кн., „стани богат“) означава готовност за заемане на финансови служби, което и ще ви обогати. Ако се гледа значението на символите, то зеленият „箭“ (jiàn) означава стрелци с лъкове, а червеният „中“ уцелването на мишената. При ученията по стрелба с лък в старата китайска войска показването на червен „中“ означава уцелване на мишената, показването на бял „白“ означава пропускането ѝ или грешка, а показването на зелен „發“ означава, че стрелецът трябва да напусне учението (дисквалификация).

#### Специални блокчета
Към тази група спадат специалните блокчета, с които може да се играе, а може да не се играе. Те се състоят от различни комплекти от по 4 блокчета, като те могат да бъдат включвани в различни комбинации. Най-често се използват следните набори.

#### Цветя
Това са четирите цветя, които съответстват на Вишна, Орхидея, Хризантема и Бамбук.

#### Сезони
Тези четири блокчета представляват сезоните Пролет, Лято, Есен и Зима.

## Подготовка на играта
Подготовката на играта се състои от няколко етапа. При различните разновидности те са урегулирани от различно строги правила и могат да траят по-дълго или по-кратко време.

### Вятър на играта и Ветрове на играчите
За определяне на Ветровете на играчите (門風 или 自風) в началото на играта има различни процедури. С тях се цели първоначалното разпределение на местата около масата. Те могат да се основават на хвърляне на зарове, изтегляне на блокчета със съответните ветрове или сложни процедури, които включват предишните две и са обогатени с много допълнителни правила. При използването на играта за фамилно забавление определянето на тези ветрове става по взаимно съгласие. Този, който е „изток“, хвърля заровете при първото раздаване. Надясно от него седи „юг“, надясно от него – „запад“ и надясно от него – „север“; надясно от „север“ е „изток“ и така кръгът се затваря. Важна е подредбата на ветровете – тя е различна от обичайната за западния човек и се получава, когато от земята се гледа нагоре към космоса; това е свързано с китайското отношение към вселената. При смяната на ветровете на играчите те се завъртат надясно – юг става изток, запад става юг, север става запад и изток става север. За всеки отделен играч това означава, че неговият собствен вятър се сменя в последователност изток-север-запад-юг (както е обичайно за западняците). Когато „изток“ спечели раздаването, ветровете на играчите не се сменят. Във всеки друг случай те се сменят в указаната последователност и заровете преминават към новия „изток“.
Вятърът на играта (場風) винаги е „изток“ при започването ѝ. Играчът, който е „изток“ при „източен вятър“, е „банкер“ (莊家) на цялата игра. Той следи за правилното протичане на играта; той е арбитър при изчисляването на точките; той следи за смяната на „вятъра на играта“. Когато след пълно преминаване на заровете през всички играчи (при пълен цикъл на сменяне ветровете на играчите) заровете отново се върнат при „банкера“, се сменя вятърът на играта в нормалната за ветровете последователност. В някои разновидности това е свързано и със смяна местата на играчите около масата по специабна схема или по случаен начин. Пълната смяна на „ветровете на играта“ отбелязва нейния край.
Ветровете понякога се свързват в съответен ред с отделните четворки от специални блокчета и с определени позволени или непозволени комбинации.

### Раздаване на блокчетата
Всички блокчета се обръщат с лицето надолу и се разбъркват добре. Това се нарича подгонване на врабчетата. След това всеки играч построява пред себе си стена висока 2 блокчета и с различна дължина, в зависимост от общия брой на блокчетата. Ето няколко примера за дължините на стените:
- 136 блокчета: 17 блокчета за всеки играч
- 144 блокчета: 18 блокчета за всеки играч
- 148 блокчета: 19 блокчета за изток и запад, 18 – за останалите
- 152 блокчета: 19 блокчета за всеки играч

Подредените стени се събират в центъра на квадрат, за да образуват затворена крепост.
Изток хвърля две зарчета в крепостта и изчислява тяхната сума. Брои играчите надясно от себе си обратно на часовниковата стрелка, като себе си брои за 1 и предава заровете на този играч, при когото е свършило броенето. Последният преброен играч отново хвърля заровете и тяхната нова сума прибавя към сумата, хвърлена от изток (зарчетата се връщат при изток, за да не се забравят ветровете на играчите при това раздаване). Избраният играч брои купчинките на своята стена от дясно наляво докато стигне до общата сума от двете хвърляния. Така се определя мястото на прекъсване на стената.
Изток взима първите 4 блокчета (две купчинки от по 2 блокчета) по часовниковата стрелка след прекъсването на стената; след него взима юг, след него – запад и т.н. докато всеки вземе по 12 блокчета (при варианта с 13 играещи блокчета). След това всеки взима по 1 блокче и „изток“ взима едно допълнително – 14-о блокче. При варианта с 16 играещи блокчета се взимат само по четворки.
Масата за игра е напълно подготвена и взимането на нови блокчета става от началото на стената, там – откъдето са взимани първоначалните блокчета. Противоположният край на стената или опашка има различни функции при различните варианти. Понякога оттам се взимат заместващи блокчета (в строго определени случаи) или някакво число блокчета (15, 17 или др.) остават нераздадени.

### Чарлстон
След първоначалното раздаване на блокчета и преди изхвърлянето на първото блокче в Америка е прието играчите да си разменят блокчета по определени правила. Това е заимствано от някои игри с карти и няма място в източните народи.

## Протичане на играта
Ако изток няма печеливша комбинация при първоначаното раздаване (небесна печалба, 天胡), то той изхвърля едно блокче и го показва на останалите играчи. Понякога това се съпровожда с обявяването гласно на неговата стойност. Има различни подредби за изхвърлените блокчета или те просто се оставят в пространството на крепостта с лицето нагоре.
В посоката на играта (обратна на часовниковата стрелка) играчите разглеждат това блокче и ако с него правят някаква комбинация, го взимат за себе си. Ако някой следващ играч може да направи по-голяма комбинация от предишния, то той взима това блокче. Правото на ход преминава към играча, взел блокчето. Ако това изхвърлено блокче не трябва на никой играч, то следващият по ред („юг“ в случая) взима едно блокче от стената. Този, който е взел блокче (току-що изхвърленото или от стената), разглежда своите блокчета и изхвърля едно блокче, като правото на ход преминава към следващия играч надясно обратно на часовниковата стрелка.
Когато е взето току-що изхвърлено блокче, то играчът, който го е взел, показва цялата комбинация, която прави с това блокче и я оставя открита до края на раздаването.
По време на играта блокчетата на всеки играч (открити и закрити) остава 13 (или 16). Когато е на ред, всеки играч взима едно блокче и изхвърля едно блокче. Има различни правила какво може и какво не може да се изхвърли, но те са от регионален интерес и са променливи.

### Участие на Цветята
Цветята и подобните на тях специални четворки от блокчета не участват в печелившите комбинации, но носят допълнителни точки или удвоявания на точките за притежаващите ги. При показване, че някой играч е изтеглил цвете, то той взима заместващо го блокче от стената.
Има инзвънредно много разновидности при използването на специалните блокчета. Например в любителски видеозапис от реална игра – без предварителна подготовка – може да се види печеленето на играта при събирането на всички четири Цветя и всички четири Сезона от един играч: така наречената „Къща на летящите Цветя“

### Жокери
В Америка играят и с една (а понякога и повече) особена четворка от специални блокчета, които наричат „жокери“. Точно както при някои игри с карти, жокерите могат да заместят кое и да е недостигащо блокче, за спечелване на раздаването. Има картонени листя (наречени „cards“) с разработени и написани инзвънредно много печеливши комбинации с два и повече жокери. Всяка година Американската Асоцияция по Маа Джонг допълва тези картони и ги преиздава. Там игрането на Маа Джонг по-скоро се превръща в ровене на картоните за откриване наличието на печеливша комбинация, отколкото в игране с блокчетата и останалите играчи сапмо по себе си.

## Комбинации
Всеки играч чрез взимане и изхвърляне на блокчета се старае да образува колкото се може повече комбинации, които носят точки. Едно блокче участва само в една комбинация. Когато всички блокчета на един играч участват в комбинации, то той печели раздаването (при разновидностите може да има допълнителни условия за това). При игра с 13 блокчета печелившата ръка се състои от 4 комбинации по 3 блокчета и една комбинация от 2 блокчета (общо 14 блокчета), а при игра с 16 блокчета – от 5 комбинации по 3 блокчета и една комбинация от 2 блокчета (общо 17 блокчета).
Закритите комбинации по правило носят повече точки от съответните открити комбинации.
Комбинациите са прости или сложни. Както показват имената, простите комбинации участват в образуването на сложни комбинации.

### Прости комбинации
Тук простите комбинациите са описани в посока на нарастване на тяхната сила, което обикновено е свързано и с повече точки.

#### Око
Комбинацията Око (將 jiang, в някои версии 眼 yan, също Чифт) се състои от две еднакви блокчета. Тя не може да се направи от изхвърлено блокче, освен ако с това блокче не се завършва раздаването. Тази комбинация никога не носи никакви точки, но е абсолютно задължителна за спечелването на раздаването. За да бъде спечелено раздаването играчът трябва да има точно една комбинация око. Две  са окото в следния случай:

#### Чоу
Чоу (吃 chi, в някои версии 上 shang, японски チー) е комбинация от три поредни блокчета от един набор. Тази комбинация може да се направи само от младшия, средния и старшия набор – пръчки, точки или числа. Ветровете и Драконите нямат подредба по сила, а само подредба по чест и те не могат да правят чоу. Чоу може да се образува от изхвърлено блокче, само когато то е изхвърлено от играча вляво. Изключение е, когато с това блокче не само се прави чоу, но и се прави пълен комплект от комбинации за край на раздаването – тогава то може да се вземе, независимо кой го е изхвърлил (в някои прекалено усложнени варианти обаче дори това действие не е разрешено). По правило тази комбинация не носи точки, освен в някои специални случаи, но служи за комплектуване на печеливша ръка. Примери:
 или  или  или 

#### Понг
Понг или Пунг (碰 пинин peng, японски ポンpon) е комбинация от три еднакви блокчета. При формирането на понг могат да участват всички набори от блокчета, освен специалните блокчета – цветя, сезони и др. Примери:
 или  или или .

#### Конг
Конг (槓/杠 пинин gang, японски カンkan) – е комбинация от четири еднакви блокчета. Тази комбинация в известен смисъл променя броя на блокчетата на даден играч и затова винаги трябва да бъде обявявана. Четирите блокчета се показват на останалите играчи и три от тях се нареждат плътно едно до друго, а четвъртото се поставя върху средното. По такъв начин, когато се броят блокчетата на играча по време на играта, цялата комбинация се брои за 3 блокчета (долепеното блокче не се брои). Понеже за съставянето ѝ е използвано едно блокче повече, то играчът веднага взима едно заместващо блокче (от началото или края на стената – в зависимост от правилата) и го добавя към останалите си играещи блокчета. При пресмятането точките в края на раздаването тази комбинация се брои за 4 блокчета и по правило носи повече точки от понг.
Ако за четвърто блокче е взето току-що изхвърленото, то това е открит конг (明槓/明杠, пинин ming gang) – тогава четвъртото блокче се поставя с лицето нагоре. Ако всичките четири блокчета са взети от стената, то това е закрит конг (暗槓/暗杠, пинин an gang) и четвъртото блокче се поставя обърнато с гърба нагоре. Открит конг се формира и от открит понг и четвърто блокче взето от стената. Конг се формира от същите набори блокчета, както и понг. Примери:
 или 

### Сложни комбинации
Сложните комбинации са изградени от няколко прости комбинации. Понякога те носят повече точки от съставящите ги елементи. В тях задължително участва точно едно Око. Към комбинациите спадат и някои специални ръце, на които ще се спрем отделно. Пълен списък на комбинациите се дава към всеки набор от правила за изчисляване на точките.

#### Маа Джонг
Маа Джонг се нарича пълният комплект от 4(5 при ръка от 16 блокчета) чоу, понг или конг и едно око. Играчът, направил пръв Маа Джонг печели раздаването и то приключва. При игране с 13 блокчета Маа Джонг се състои от 14 блокчета, а при игране с 16 блокчета – от 17 блокчета.

#### Чакаща ръка
Когато не достига точно едно блокче за формиране на Маа Джонг, се казва, че ръката е чакаща (традиционен китайски: 聽牌, опростен китайски: 听牌, японски: テンパイ) или „на масата“. Например:
чака за ,  с око две  или за , като две  са окото във втория случай.
В някои варианти на играта, например в Япония, когато се чака точно за едно-единствено блокче, което може да формира Маа Джонг, – а не 3 блокчета, както е в горния пример – то играчът може да декларира riichi (立直 – понякога познато като reach, което е потенциално същото).
Декларирането на чакаща ръка или riichi носи допълнителни точки в някои разновидности.

#### Ничие раздаване
Ако са изтеглени всичките блокчета – предназначени за това – и никой играч не декларира Маа Джонг, то раздаването се обявява за ничие (流局 liu ju, японски Ryuukyoku). В зависимост от разновидностите, новото раздаване започва със или без смяна на ветровете на играчите. Например в Сингапур, ако поне един играч е направил Конг, то ветровете на играчите се сменят.

## Определяне на точките
След завършването на играта, се пресмятат точките на всеки играч. Докато в основното протичане на играта вариантите не са чак толкова много, то при определянето на точките действително има невъобразимо многообразие от системи. Поради това доста често играчите се договарят за начина на точкуване преди започване на играта. Доста опити са направени за международно стандартизиране на точкуването (особено за Китайския вариант).
Удвояване – при някои разновидности се прави удвояване (едно или няколко) на вече набраните точки в раздаването, в зависимост от постигането на определени критерии. Доста често при удвояванията се поставят и допълнителни изисквания общият сбор от точките да не надхвърля накакво число или самите удвоявания са ограничени.